# Bixessarri

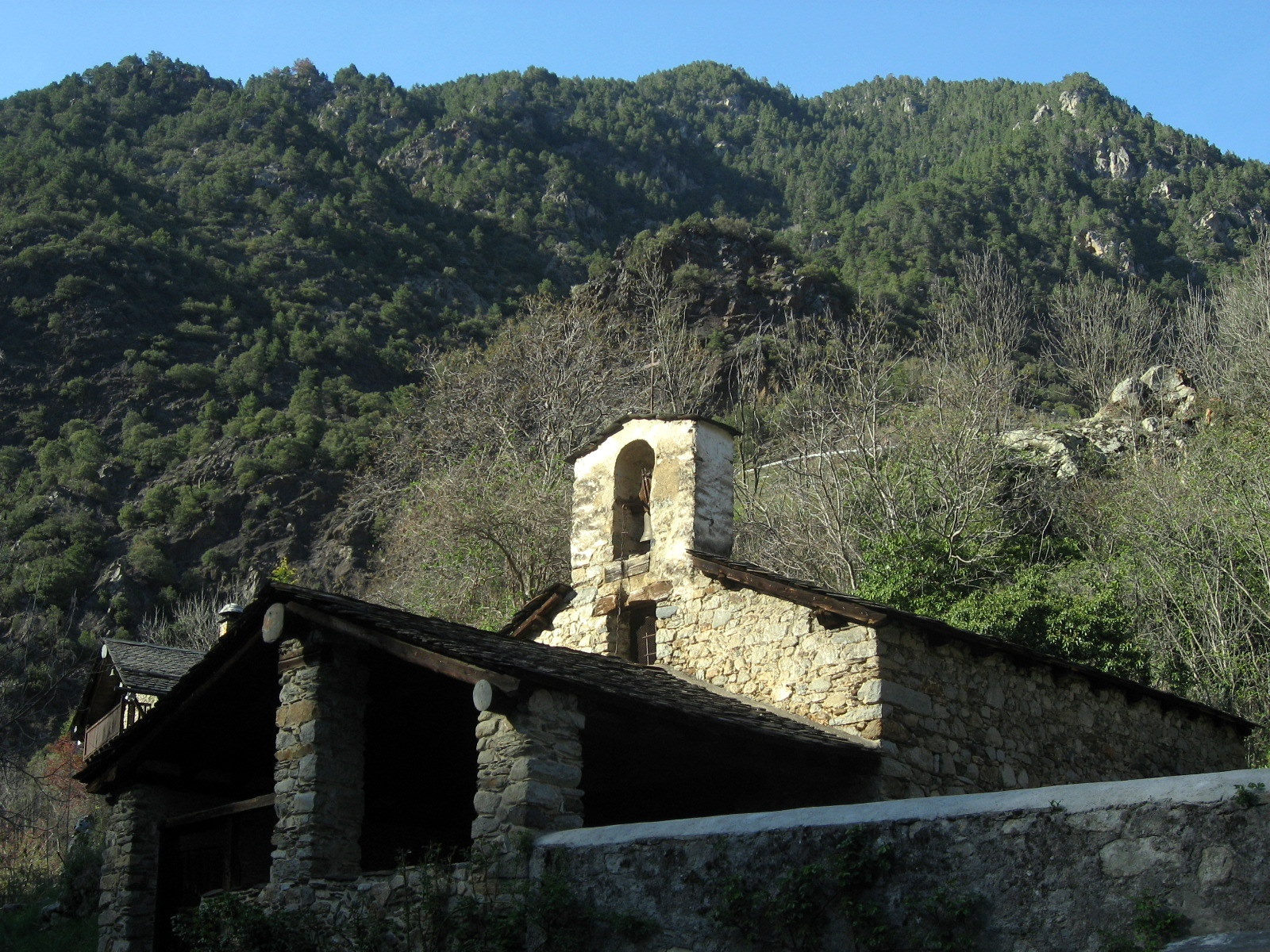
Església Sant Esteve de Bixessarri

Bixessarri ist eine Kleinstadt im Fürstentum Andorra, sie gehört zum Kirchspiel von Sant Julià de Lòria. Folgende alternative Schreibweisen der Stadt Bixessarri sind bekannt: Bicisarri, Bixisarri, Biçisarri und Vixesarri.
Bixessarri liegt am Fluss Riu d'Os rund 2,5 Kilometer von der spanischen Grenze entfernt und hat 66 Einwohner (Stand 2024). Es liegt auf einer Höhe von 1148 Metern über dem Meeresspiegel. Der Ort liegt an Carretera general 6 und steht komplett unter Denkmalschutz, neue Häuser dürfen nur errichtet werden wenn sie dem alten andorranischen Stil entsprechen.

## Sehenswertes
Die katholische Kirche Sant Esteve de Bixessarri mit einem Vordach wurde im späten 16. Jahrhundert erbaut. Das Innere bewahrt einen barocken Altaraufsatz. Der auf drei Bretter gemalte Aufsatz stammt aus dem 18. Jahrhundert und ist dem heiligen Stephan geweiht. Auf dem Treppenabsatz zum Altar steht das Jahr 1701 als Datum der Weihe. Das rechteckige Kirchenschiff mit einer nach Westen ausgerichteten Eingangstür und seitlichen vier Fenstern wie auch der Glockenturm wurden mit Natursteinen von mittlerer Größe erbaut. Das Mobiliar und der Holzchor stammen ebenfalls aus der Barockzeit. Die Església Sant Esteve de Bixessarri steht heute unter Denkmalschutz.

## Klima
Das Klima in Bixessarri ist warm und gemäßigt. Es gibt Niederschläge während des ganzen Jahres, auch im trockensten Monat regnet es oft. Die jährliche Durchschnittstemperatur beträgt 8,3 °C und die Niederschlagsmenge beträgt 988 mm pro Jahr. Mit 16,8 °C im Mittel ist der Juli der wärmste Monat des Jahres. Die Durchschnittstemperatur ist im Januar am niedrigsten und beträgt 1,2 °C.